# 伯尔·伯罗霍夫
多夫·伯尔·伯罗霍夫（希伯來語：דב בר בורוכוב；1881年7月3日—1917年12月17日），马克思主义錫安主義者，也是勞工錫安主義运动的创始人之一。他協助泽维·贾鲍京斯基及约瑟夫·特鲁姆多尔组建了第一次世界大战期间在英國陸軍内部作战的犹太军团。他还是意第緒語研究的先驱。

## 生平

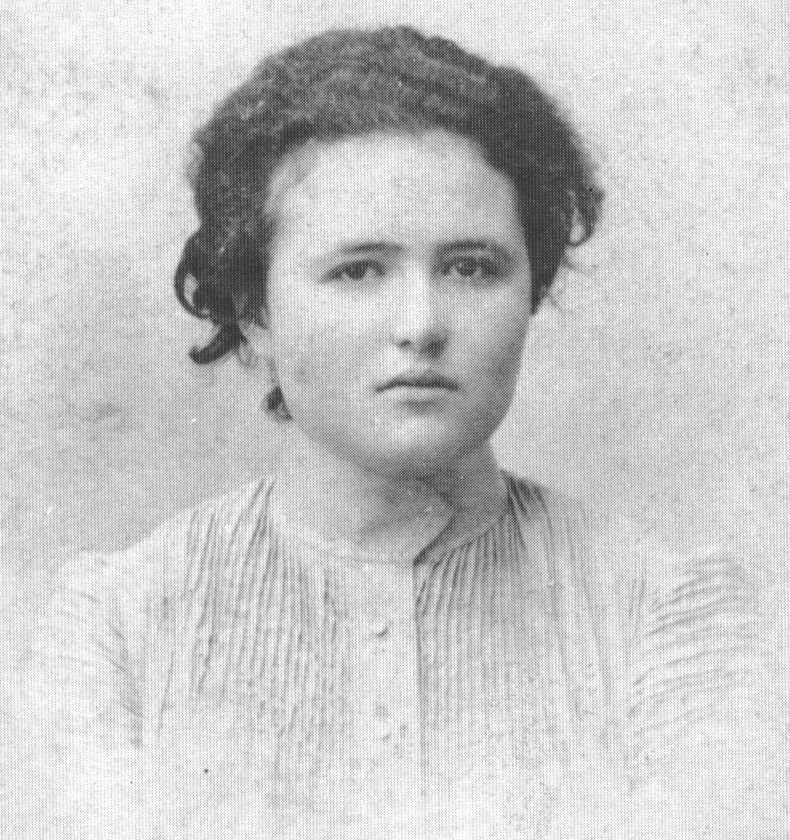
娜迪亚·伯罗霍夫，纽约，1903年

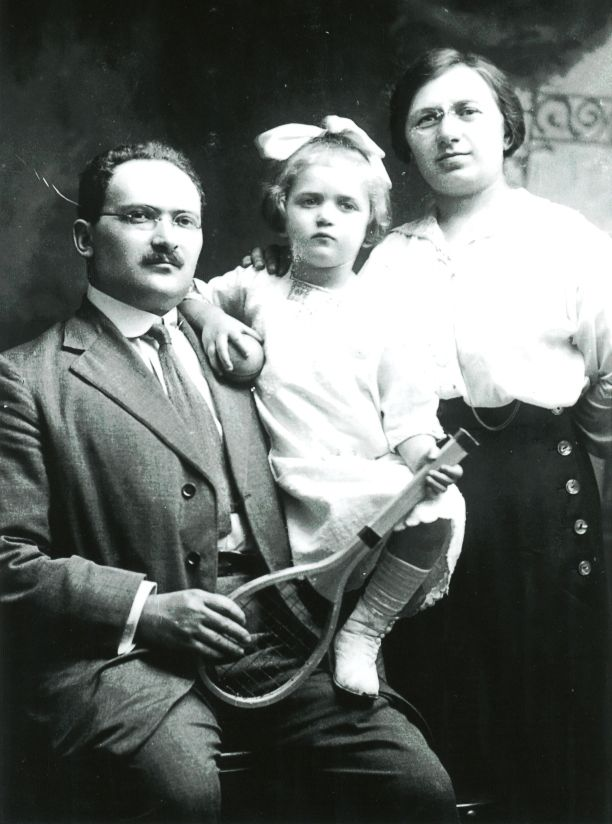
伯罗霍夫与柳芭和肖莎娜，纽约，1916年

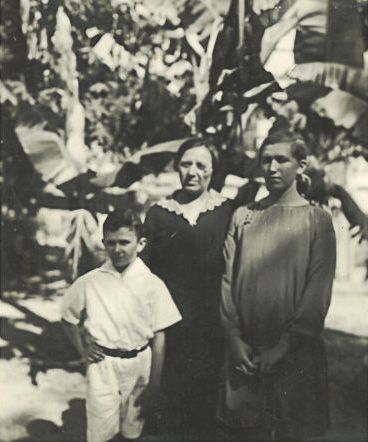
柳芭、肖莎娜和大衛在以色列

伯尔·伯罗霍夫于1881年7月3日出生於俄罗斯帝国波尔塔瓦地区，佐洛托諾沙镇的犹太人定居点地区（該地區自1991年起改隸屬乌克兰），他的家人称他为「博里亞」。他的父亲摩西·亞倫是一名希伯来教师，也是锡安之爱組織的成員，他曾试图在定居點建立一所学校，但没有成功。博里亞出生两个月后，全家搬到了省会波尔塔瓦，博里亞在那里长大并就读于一所普通学校。因为教师是受教育当局直接監控的職業，博里亞的父亲只能在波尔塔瓦秘密从事犹太复国主义活动。
博里亞被认为是波尔塔瓦的神童，他的父亲相當重視對他的教育，博里亞很早就開始學習梵语、拉丁语、希腊语、法语、德语和代数，且在学校考试前，他幾乎不需要任何複習。父親還親自教導他学习意第绪语，这是一種口语语言。博里亞在猶太學堂以丘马什学习希伯来语，同時亦学习了俄语，以便为進入文理中学做好准备。
由于他的社会主义观点，1900年，伯罗霍夫還在學的時候便加入了俄国社会民主工党。俄罗斯对犹太人问题的解决方案并没有让他满意。伯罗霍夫一直致力於社会主义和錫安主義的融合，根据他的描述，他和西蒙·杜宾成立了錫安工人黨（最早的锡安社会主义者組織之一），該組織约有一百名成员。在建党的第一年，在保护犹太工人权利的同时，叶卡捷琳诺斯拉夫的党部组织了犹太人自卫队，反对骚乱和大屠杀，与暴乱团伙发生冲突。後來，由于他的犹太复国主义观点，伯罗霍夫被俄罗斯社会民主党开除。
1902年，伯罗霍夫的姐娜迪亚移民美国纽约市。她以「波罗」（"Borough"）的名义写信给父母，因为公共安全与秩序保卫部，沙皇秘密警察一直在跟蹤調查伯罗霍夫的家人。1903年4月基希讷乌暴动后，伯罗霍夫的父母和其他兄弟也于1903年8月移居纽约。只有两个兄弟留在伯罗霍夫身边。1904年4月，剩下的两兄弟也移居纽约，而伯罗霍夫因意识形态原因留在俄罗斯。
1904年7月18日，伯罗霍夫首次因涉嫌参与社会民主活动而被公共安全与秩序保卫部逮捕。伯罗霍夫被捕后，他被转移到叶卡捷琳诺斯拉夫，并于7月20日开始审讯。7月22日，宪兵负责人在讯问床单上签字。
伯罗霍夫于1904年8月5日从叶卡捷琳诺斯拉夫返回波尔塔瓦，并于当天或次日获释，其获释理由是：「讯问被取消」。伯罗霍夫解放后，他于1904年8月7日写信给他的父母，为自己未能早些写字辩解。他写道，他摔倒并扭伤了右手掌，但后来在这封信中，伯罗霍夫写信给他的父母：
|                                                                        | 如果我不写，那是因为即使没有我的信件，波尔塔瓦的正常生活过程你也很熟悉；你读这些对生活的描述很无聊，对我来说，写它更无聊。 |
| ——伯尔·伯罗霍夫，伯尔·伯罗霍夫信件1897–1917年，信件1904.5，页112–113。 | |

此后的一句话，伯罗霍夫否认了有关他入狱的谣言，但在1907年1月他第二次入狱结束时写给父母的信中，伯罗霍夫还提到了他的第一次入狱：
|                                                                    | 标记为1的材料是我从1902年5月到1904年7月收集和记录的，即直到我第一次被关押在监狱里。 |
| ——伯尔·伯罗霍夫，伯尔·伯罗霍夫信件1897–1917年，信件1907.1，页178。 |                                                                                     |

在1905年的第七屆猶太復國主義大會上，伯罗霍夫以反對英屬烏干達計劃的錫安工人黨身分出席，並在兩年後的第八屆大會上推動了錫安工人黨退出大會。在1905年的第七屆大會前，伯罗霍夫與在莫斯科國立大學學習語言的拉比家庭女性柳芭（Lyuba）結婚。由於其意識形態被俄國當局視為眼中釘，伯罗霍夫長在歐洲各國遊走以躲避追捕。1905年代表大会后，伯罗霍夫没有返回俄罗斯，而是随柳芭移居柏林，大学学习。在柏林，伯罗霍夫写道《民族问题的阶级价值》，这突出了民族对比（民族之间）对阶级对比（工人和资产阶级之间）的支配地位。伯罗霍夫从柏林回到俄罗斯的錫安工人黨，由于1905年的俄国革命，这为民主希望创造了一个新的维度，并为社会民主计划带来了可信度。与此同时，犹太无产阶级作为一个民族的独特力量崛起，其社会意识和意识形态成熟。1907年大會結束到到1909年間，伯罗霍夫一直在歐洲各國遊走，宣揚復國主義，同時也躲避俄羅斯當局的秘密追捕。1909年，伯罗霍夫抵達維也納，妻子柳芭不久也抵達，他們一直在此居住到1914年。長女肖莎娜（Shoshana Borochov）於1912年再維也納出生。
1914年，第一次世界大戰爆發，伯罗霍夫帶著家人先是搬往義大利米蘭，後又渡海前往美國，投靠早前移民紐約的家人。1917年俄國二月革命後，伯罗霍夫帶著家人返回歐洲，將妻子與女兒安頓在瑞典斯德哥尔摩後，才又孤身返回俄國領導錫安工人黨。同年，長子大衛（David Borochov）在斯德哥尔摩出生。伯罗霍夫的最后一封信是在1917年11月7日。在这封信中，他写信给斯德哥尔摩的柳芭，他免于在俄罗斯军队服役。他在巡迴演講時感染了肺炎，並在1917年12月17日於基輔病逝，得年36歲。
由於時局的混亂，柳芭直到伯罗霍夫死前一天才接到其重病將死的消息。伯罗霍夫的傳記作家玛他提亚·明茨推測，伯罗霍夫可能不願年僅三個月大的長子大衛失去母親的照顧，而選擇了對她隱瞞。而根據伯罗霍夫長子大衛的敘述，柳芭對此非常不諒解，在她的餘生中始終都認為是錫安工人黨害死了她的丈夫。
1925年，柳芭帶著兩個孩子，在第四次猶太大移民期間前往英屬巴勒斯坦託管地（即後來的以色列）。

### 重新安葬
1917年，伯罗霍夫過世後被下葬於基輔近郊的猶太公墓。1963年，在伯罗霍夫的朋友，第二任以色列總統伊扎克·本-茲維的推動下，伯罗霍夫的遺骨自原墓地起出，同年4月3日從羅馬啟程，由長子大衛·伯罗霍夫、故交雅科夫·泽鲁巴维尔與拉斐尔·马勒、多夫·伯尔·伯罗霍夫遷葬事務處理委員會（The Public Committee for Raising Bones of Dov Ber Borochov）主席扎勒曼·夏扎尔以及時任以色列駐蘇聯大使约瑟夫·特科亚等人護棺返回以色列，葬於色列金内雷公墓。葬禮照片如下，右側第一位持經念誦者是伯羅霍夫的長子大衛，大衛身邊的黑帽女性是遺孀柳芭，大衛身後黑衣戴圍巾的婦女的是伯羅霍夫的長女肖莎娜，肖莎娜的身邊是她的女兒拉結。照片正中央是時任以色列總理戴維·本-古里安，最左側是扎勒曼·夏扎爾，本-古里安與夏扎爾中間的孩子是大衛的長子以色列，本-古里安背後戴墨鏡的女性是大衛的長女米甲（מיכל），後方人群則是當年與伯罗霍夫一起為猶太復國主義奔走的戰友，如果尔达·梅厄等人，以及一些支持者。
遺孀柳芭過世後亦合葬於此，她於1976年8月29日去世，享壽95岁。
- 1917年12月6日（儒略曆）基辅「最新消息」报纸上的伯罗霍夫讣告 。
- 伯罗霍夫在基輔下葬時的原始墓碑，上面刻有意第绪语铭文。墓碑現位于以色列拉马特埃法尔（英语：Ramat Ef'al）。
- 伯罗霍夫遷葬時的護棺代表团成员与右边的约瑟夫·特科亚。攝於罗马，1963年。
- 伯罗霍夫在以色列重新下葬時的葬禮照片，1963年。
- 伯尔·伯罗霍夫和他的妻子柳芭在以色列金内雷公墓的坟墓。
- 位于米什马尔·哈内盖夫（英语：Mishmar HaNegev）基布兹的伯罗霍夫房子前的伯罗霍夫雕像。

## 意識形態
伯罗霍夫的理论（又称为「伯罗霍夫主义」，正式称为「我们的平台」），起於推动小型工业的第二次工业革命。伯罗霍夫認為猶太人的社會結構是一個倒置的金字塔，極少有猶太人成為工人，當反犹太主义興起，大量的猶太人自俄國移居美洲與歐洲，他們被迫離開原有的職業，但是卻又無法適應變化迅速的新式工廠。在反犹太主义，竞争和饥饿工资的壓力下，無法適應的犹太工人被赶出大工厂，因此在各國傳播了「犹太人问题」。根据伯罗霍夫的理論，犹太人应该处于一个不会因为经济落后而吸引其他移民的地方，这个地方就是以色列的土地。伯罗霍夫認為，這一切最終將會迫使猶太人返回以色列的土地，在那裏形成無產階級的基礎，在馬克斯主義的指導下進行階級鬥爭。
根据伯罗霍夫的方法，该方法基于哲学家理查德·阿文纳留斯，恩斯特·马赫和亚历山大·亚历山德罗维奇·波格丹诺夫，犹太人对绝对一元论的意识形态追求来自于“mono”——单身。这种倾向表现在摩西的宗教一神论中，在邁蒙尼德和伊本·盖比鲁勒的哲学思想中，而在现代，巴魯赫·斯賓諾莎试图制定严格的一元论哲学。
伯罗霍夫认为，犹太人不以客观的眼光看待现实，而是以理想为目标，通过扭曲现实来实现理想。犹太思想在结构的统一性、惊人的一致性和不妥协性方面表现出色。
根据伯罗霍夫的说法，与古希腊哲学相反，犹太精神不按原样对待世界，也不直接接受证据，但按照它应该的样子对待世界是 ：主观一元论 —— 荒谬的. 这位犹太天才试图通过自己的意志将自己的愿景强加于历史现实。这对犹太人的性格有两个含义：第一个含义是逻辑诡辩的「塔木德」倾向，其目的是调和事实与愿景的期望，第二个含义是渴望通过愿景的实际实现来证明其真实性，在理想主义的意志力和为国家的利益牺牲个人的意愿中。
伯罗霍夫对哲学一元论的保留是明确的，虽然没有明确说明。伯罗霍夫将一元论视为必须克服的绊脚石，才能使人民免于流亡的命运。人民必须看到突出威胁因素的历史现实，加以应对。然而，作为一个真正的犹太人，伯罗霍夫认同努力建立哈拉卡并在现实中实现它的理想，并接受了在他的行动中证明他的理想主义主张的义务。

## 影響
在伯罗霍夫過世之前，錫安工人黨已經因為十月革命而一分為二，支持社會民主主義的右翼錫安黨以及由推崇伯罗霍夫的思想的成員組成的「伯罗霍夫旅」。「伯罗霍夫旅」在俄國內戰期間加入紅軍，最終於1919年形成猶太共產黨，後併入蘇聯共產黨，成為蘇聯共產黨猶太分部，右翼錫安黨則在蘇聯遭到完全禁止。
分裂的右翼錫安工人黨後與另外幾個中小型猶太復國主義組織合併，成立了勞工團結聯盟，該團體於1920年成立了準軍事民兵組織哈加拿，在二戰期間與英軍合作打擊軸心國，在戰後又為了爭取獨立而與英軍反目，是猶太復國主義的中堅軍事力量，並在後來逐漸演變成為如今以色列國防軍的骨幹。1930年，勞工團結聯盟與另外一個歷史悠久的大型猶太復國主義組織青年工人黨合併，建立了以色列地工人黨（如今以色列工黨的前身），並很快成為了猶太復國主義的主導力量。在以色列地工人黨的強勢領導下，1948年五月，以色列宣布獨立建國，此時距離伯罗霍夫逝世正好31年

## 外部連結
- [伯尔·伯罗霍夫 - 传]. Zionism-israel.com. Zionism & Israel Information Center.   [2021-11-21]. （原始内容存档于2021-04-12） （英语）.
- YouTube上的玛他提亚·明茨 教授谈论伯尔·伯罗霍夫（希伯来语）街头人士，43:23 分钟，带有中文翻译的隐藏式字幕
- 伯尔·伯罗霍夫的骨头被埋葬在以色列 （页面存档备份，存于），1963年4月4日，耶路撒冷电影院的以色列电影档案馆（希伯來語：ארכיון הסרטים הישראלי בסינמטק ירושלים）。伊加尔·阿隆抬棺材，戴维·本-古里安埋葬了他，英文字幕是可行的。
- 伯尔·伯罗霍夫墓碑揭幕 （页面存档备份，存于），1964年12月8日，耶路撒冷电影院的以色列电影档案馆，英文字幕是可行的。